# Stranka pravde i povjerenja
Stranka pravde i povjerenja (skraćeno SPP) je bosanskohercegovačka politička stranka osnovana 2013. Njezin osnivač i predsjednik je predsjednik Federacije Bosne i Hercegovine Živko Budimir. Stranka je osnovana 13. travnja 2013. u zgradi Parlamenta Federacije Bosne i Hercegovine u Sarajevu. Ciljevi stranke su očuvanje teritorijalne cjelovitosti Bosne i Hercegovine i zalaganje za ravnopravnost tri konstitutivna naroda, Bošnjaka, Hrvata i Srba, na cijelom teritoriju Bosne i Hercegovine. Stranka je protivna građanskoj politici.
Živko Budimir napustio je Hrvatsku stranku prava Bosne i Hercegovine 7. ožujka 2013., a taj postupak objasnio je nefunkcioniranjem stranačkih organa HSP-a BiH te nedostatkom potpore iz same stranke u aktivnostima vezanim za braniteljska pitanja i pitanja zakonitosti revizije braniteljske populacije. Istog dana Budimir je najavio osnivanje Stranke pravde i povjerenja. Na osnivačkoj skupštini SPP-a u Sarajevu 13. travnja bilo je prisutno 206 izaslanika.
Veći uspjeh SPP-a dogodio se u lipnju 2014. kada je stranci pristupilo 250 članova SDP-a BiH iz Sarajeva na čelu s Anerom Šumanom.

## Politički stavovi
Kada je u pitanju ideologija stranke, SPP ima vrlo zbunjujući stav. U Programskoj deklaraciji navedeno je da će SPP "prakticirati onovne elemente socijaldemokracije kad su u pitanju prava obespravljenih, nezaposlenih ili marginaliziranih, kao i osnovne elemente konzerativne politike kad je riječ o zaštiti tradicionalnih i običajnih vrednota" te da će se liberalizam očitovati u "poštivanju prava i razmišljanja svakog pojedinca u odnosu na stav većine".
U objašnjavanju gospodarske politike, u Političkoj deklaraciji navodi se da "država ne može biti prepuštena slijepim mehanizmima kapitala i hladnim, ponekad i nemilosrdnim privatnim interesima" te da se stranka "zalaže za one državne kontrole i intervencije kojima će se omogućiti i motivirati privatni i vlasnički interes, ali i sprječavati eksplozija nejednakosti i devastacija životnog i radnog okruženja".
Predsjednik stranke Budimir podržava unitarističko i centralističko uređenje Bosne i Hercegovine. Protivi se postojanju tročlanog Predsjedništva Bosne i Hercegovine jer je "dezintegrativni faktor" te podržava osnivanje Vrhovnog suda BiH. Usprotivio se i pravu veta kojima se štite nacionalna prava u Domu naroda Parlamentarne skupštine BiH i Domu naroda Parlamenta FBiH jer koče brzo donošenje odluka. Naime, ako većina izaslanika jednog naroda u Domu naroda smatra da se zakonom krše prava tog naroda ima pravo uložiti veto na donošenje zakona.
Jedini parlamentarni zastupnik SPP-a u Federaciji BiH, Željko Asić, podržava ukidanje entiteta i uvođenje regija koje ne će biti uspostavljene na nacionalnim, već gospodarskim i zemljopisnim osnovama.

## Povezanost s kriminalim radnjama
U sklopu akcije "Patriot" koju je pokrenula Državna agencija za istrage i zaštitu (SIPA), zbog sumnje da je predsjednik Federacije BiH i SPP-a Živko Budimir primao mito prilikom potpisivanja pomilovanja za zatvorenike, Budimir je 26. travnja 2013. bio uhićen u svome uredu u Sarajevu u zgradi Predsjedništva Bosne i Hercegovine. Zajedno s njim bili su uhićeni i neki njegovi suradnici. Dva dana poslije Sud Bosne i Hercegovine je Budimiru i njegovim suradnicima odredio jednomjesečni pritvor. Mjesec kasnije, 21. svibnja, Tužiteljstvo Bosne i Hercegovine tražilo je produljenje pritvora za još dva mjeseca, no, tri dana poslije, Ustavni sud Bosne i Hercegovine uvažio je žalbu Budimirovih odvjetnika te naložio Sudu BiH osloboađanje Budimira i suradnika. Ustavni sud je svoju odluku obrazložio nepostojanjem osnovane sumnje za primanje mita i dodajući da su tužbe protiv Budimira bile u kategoriji "rekla-kazala".
Iz SPP-a su cijeli slučaj opisali kao pokušaj rekonstrukcije Vlade Federacije Bosne i Hercegovine. Budimir je međutim za uhićenje optužio HDZ BiH, SDP BiH, ministra sigurnosti i predsjednika SBB-a BiH Fahrudina Radnočića te Milorada Dodika, predsjednika Republike Srpske. Optužnica protiv Budimir i njegovih suradnika konačno je podignuta 27. studenog 2013.
Potpredsjednik stranke i njezin jedini parlamentarni zastupnik u Federaciji BiH, Željko Asić, ranije je osuđivan zbog kriminalnih djelatnosti. U Italiji je obio draguljarnicu gdje je jedno vrijeme bio u zatvoru. U Mostaru je otvorio zlatarsku radnju iz koje je sam odnio zlato i prijavio krađu, zbog čega je bio osuđen na šest mjeseci zatvora i dvije godine uvjetno. Zbog nasilničkog ponašanja osuđivan je i procesurian više puta. Fizički se obračunao sa svjedokom koji je dao iskaz protiv HSP-a BiH, stranke koje je ranije bio član. Osuđen je s 420 BAM na Općinskom sudu u Mostaru. Također je teško pretukao jednu osobu koja ga je tužila, no tužba je odbačena. U kolovozu 2011. Asić i Budimir bili su napadnuti u jednoj svadbi kada je Asić teže povrijeđen. Trenutno se zbog ovog obračuna vodi sudski postupak. U ožujku 2013. Asić je slao prijeteće poruke stranačkom kolegi zbog podjele položaja u Elektroprivredi Herceg-Bosne. Nedugo poslije nasrnuo je na stranačke kolege zbog čega je izbačen iz stranke. Asić je u studenome 2013. bio uhićen pod sumnjom da je primao mito za zapošljavanje u Elektroprivredi Herceg-Bosne 8. studenog 2013. Zbog ovog slučaja protiv njega je podignuta optužnica 27. studenog 2013.

## Uspjesi na izborima

### Hrvatski član Predsjedništva BiH
| izbori | kandidat      | broj glasova | %     | ishod          |
| ------ | ------------- | ------------ | ----- | -------------- |
| 2014.  | Živko Budimir | 15 368       | 6,26% | trećeplasirani |

### Županijske skupštine u FBiH
| Unsko-sanska             | 0 / 25  |
| Posavska                 | 0 / 21  |
| Tuzlanska                | 0 / 35  |
| Zeničko-dobojska         | 0 / 35  |
| Bosansko-podrinjska      | 0 / 25  |
| Srednjobosanska          | 0 / 30  |
| Hercegovačko-neretvanska | 0 / 28  |
| Zapadnohercegovačka      | 0 / 23  |
| Sarajevska               | 0 / 35  |
| Hercegbosanska           | 0 / 25  |
| ukupno                   | 0 / 282 |

## Vanjske poveznice
- Službena stranica Stranke pravde i povjerenja  Arhivirana inačica izvorne stranice od 18. prosinca 2014. (Wayback Machine)